# Tyler Perry Studios
Tyler Perry Studios es un estudio de producción de cine estadounidense en Atlanta, Georgia, fundado por el actor, cineasta y dramaturgo Tyler Perry en 2006.
En 2019, Perry celebró la gran inauguración de su nuevo estudio en Atlanta; compró 330 acres (130 ha) del antiguo complejo Fort McPherson en 2015 para convertirlo en el nuevo hogar de Tyler Perry Studios. Tyler Perry Studios es el estudio de producción de cine más grande de los Estados Unidos y estableció a Perry como el primer afroamericano en poseer un importante estudio de producción de cine.  A través de 34th Street Films, un brazo de producción de Tyler Perry Studios, Perry guía el trabajo de otros cineastas.
En 2018, Perry vendió la ubicación de su estudio anterior, inaugurado en 2008, a otra productora cinematográfica propiedad de una minoría. La ubicación anterior del estudio ocupaba dos antiguos edificios afiliados a Delta Air Lines en el área de Greenbriar en el suroeste de Atlanta, e incluía 200 000 pies cuadrados (19 000 m²) de decorados y espacio para oficinas.
Tyler Perry Studios es un recurso notable para la sólida economía de Atlanta.  La compañía a menudo anuncia puestos de filmación y equipo en su ubicación del suroeste de Atlanta.

## Historia
Perry tiene la propiedad total de sus películas, y Lions Gate Entertainment solía ser su distribuidor para todas sus películas, desde Diary of a Mad Black Woman hasta A Madea Family Funeral. Después de firmar su contrato con ViacomCBS , las películas del Sr. Perry ahora son distribuidas por Paramount Pictures y Netflix , comenzando con Nobody's Fool y A Fall from Grace.  Su primera película, Diary of a Mad Black Woman, producida con un presupuesto de 5,5 millones de dólares, se convirtió en un éxito comercial inesperado que provocó un debate generalizado entre los observadores de la industria sobre si los afroamericanos de clase media simplemente no estaban siendo abordados por las principales películas de Hollywood. Sus ingresos brutos de taquilla finales fueron de $ 50,6 millones, aunque fue criticada críticamente con un índice de aprobación de solo el 16 por ciento en el sitio web Rotten Tomatoes. En su primer fin de semana, el 24 de febrero de 2006, la versión cinematográfica de Madea's Family Reunion de Perry abrió en el número 1 con 30,3 millones de dólares. La película eventualmente recaudó $65 millones y, como Diary, casi todo en los Estados Unidos. La película comenzó con una aparición de una hora de Perry y sus compañeros de reparto en el programa de entrevistas diario The Oprah Winfrey Show.
Su próximo proyecto para Lionsgate, Daddy's Little Girls, protagonizado por el actor británico Idris Elba y Gabrielle Union , se estrenó en Estados Unidos el 14 de febrero de 2007. Recaudó más de 31 millones de dólares. Perry escribió, dirigió, produjo y protagonizó su próxima película, ¿Por qué me casé? , que se estrenó el 12 de octubre de 2007. Se estrenó como la película más taquillera en su primer fin de semana, ganando 21,4 millones de dólares en taquilla. Se basa libremente en la obra que Perry escribió en 2004. La filmación comenzó el 5 de marzo de 2007 en Whistler, Columbia Británica , Vancouver y luego en Atlanta, donde Perry abrió su propio estudio. Janet Jackson, Sharon Leal, Jill Scott y Tasha Smith aparecen en la película. La película de Perry de 2008, Meet the Browns , que se estrenó el 21 de marzo, se estrenó en el puesto número 2 con una recaudación bruta de fin de semana de $20,082,809. The Family That Preys se inauguró el 12 de septiembre de 2008 y recaudó más de 35,1 millones de dólares hasta octubre. Madea Goes to Jail abrió en el n. ° 1 el 20 de febrero de 2009, recaudó $ 41 millones y se convirtió en su apertura más grande hasta la fecha. Esta fue la séptima película de Perry con Lionsgate .
El 1 de mayo de 2012, un incendio de cuatro alarmas envolvió partes del complejo de estudios y provocó el colapso parcial de un edificio. Menos de tres meses después, se produjo otro incendio en el techo de otro edificio en la mañana del 27 de agosto de 2012. El 20 de noviembre de 2019, fue sede del debate presidencial de MSNBC y Washington Post 2020, Partido Demócrata sobre Oprah Winfrey. También fue sede de Miss Universo 2019 el 8 de diciembre.
En junio de 2021, Tyler Perry y TD Jakes anunciaron que comprarían más de 130 acres en Atlanta, incluida una propuesta de expansión de Tyler Perry Studios para un distrito de entretenimiento con teatros, tiendas minoristas y restaurantes.

### Ubicaciones de estudio
Antes de mudarse a su primera ubicación en el suroeste de Atlanta en 2008, los estudios utilizaron el antiguo espacio de estudio en 99 Krog Street en Inman Park en BeltLine en el centro de Atlanta. Perry había comprado el terreno a Atlanta Stage Works en 2006 por 7 millones de dólares.  Los estudios se convirtieron más tarde en el Krog Street Market .
En 2019, Tyler Perry Studios se mudó oficialmente a 330 acres (130 ha) del antiguo complejo Fort McPherson en el suroeste de Atlanta.  El estudio tiene 50 000 pies cuadrados (4600 m²) del sitio dedicado a decorados permanentes, incluida una réplica del vestíbulo de un hotel de lujo, una réplica de la Casa Blanca , un espacio de 16 000 pies cuadrados (1500 m²), una mansión simulada, un hotel barato simulado, un parque de casas rodantes y un restaurante real al estilo de la década de 1950 que se trasladó desde una ciudad a 160 km (100 millas) de distancia. Tiene un callejón sin salida de vecindario residencial con 12 casas, muchas de ellas con interiores en funcionamiento real... amuebladas y decoradas, no simplemente "fachadas". También alberga 12 escenarios sonoros que llevan el nombre de afroamericanos muy destacados en la industria del entretenimiento.
| Estudios de sonido de Tyler Perry Studios | |                        |
| Número                                    | Nombre                                                                                                   | Talla (pies cuadrados) |
| 1                                         | Oprah Winfrey estudio de sonido                                                                          | 38,500 (154x252)       |
| 2                                         | Whoopi Goldberg estudio de sonido                                                                        | 20,000 (100x200)       |
| 3                                         | Will Smith estudio de sonido                                                                             | 20,000 (100x200)       |
| 4                                         | Cicely Tyson estudio de sonido                                                                           | 20,000 (100x200)       |
| 5                                         | Diahann Carroll estudio de sonido                                                                        | 20,000 (100x200)       |
| 6                                         | Ruby Dee & Ossie Davis estudio de sonido                                                                 | 10,000 (100x100)       |
| 7                                         | John Singleton estudio de sonido                                                                         | 20,000 (100x200)       |
| 8                                         | Sidney Poitier estudio de sonido                                                                         | 10,000 (100x100)       |
| 9                                         | Harry Belafonte estudio de sonido                                                                        | 20,000 (100x200)       |
| 10                                        | Della Reese estudio de sonido (nombre de ubicación) Spike Lee estudio de sonido (nombre de pie cuadrado) | 20,000 (100x200)       |
| 11                                        | Halle Berry estudio de sonido                                                                            | 10,000 (100x100)       |
| 12                                        | Denzel Washington estudio de sonido                                                                      | 20,000 (100x200)       |

Conjuntos
- Avión
- Banco
- Campos de béisbol
- Capilla
- Cárcel del condado
- Sala de audiencias moderna
- Sala de justicia
- Cafetería
- Culdesac
- Cena Clásica
- Casa de Campo
- Distrito histórico
- Cabaña junto al lago
- Hotel de lujo
- Mansión
- Maxineville
- Motel
- Puesto Teatro
- Patio de la prisión
- Cabaña Rústica
- Pista de tenis
- Teatro
- Parque de remolques
- Casa Blanca
- El edificio de los sueños
- Espacio verde

## Producciones

### Películas
- Diary of a Mad Black Woman (2005)
- Madea's Family Reunion (2006)
- Daddy's Little Girls (2007)
- Why Did I Get Married? (2007)
- Meet the Browns (2008)
- The Family That Preys (2008)
- Madea Goes to Jail (2009)
- I Can Do Bad All by Myself (2009)
- Why Did I Get Married Too? (2010)
- For Colored Girls (2010)
- |Madea's Big Happy Family (2011)
- Good Deeds (2012)
- Madea's Witness Protection (2012)
- Temptation: Confessions of a Marriage Counselor (2013)
- A Madea Christmas (2013)
- The Single Moms Club (2014)
- Boo! A Madea Halloween (2016)
- Boo 2! A Madea Halloween (2017)
- Acrimony (2018)
- Nobody's Fool (2018)
- A Madea Family Funeral (2019)
- A Fall from Grace (2020)
- A Madea Homecoming (2022)
- A Jazzman's Blues (2022)
- Mea Culpa (2024)
- Civil War (2024)[22][23]
- Divorce in the Black (2024)
- The Six Triple Eight (2024)
- Duplicity (2025)
- Straw (2025)[24]

### Televisión
- The Haves and the Have Nots (2013–2021)
- Divorce Court (2019–presente)[25]
- Sistas (2019–presente)
- The Oval (2019–presente)
- Ruthless (2020–presente)
- Young Dylan (2020-2025)
- All the Queen's Men (2021–presente)
- Hawkeye (2021)[26]